# Regina Veloso
Regina Veloso (Chinde, África Oriental Portuguesa, 27 de marzo de 1939 - 18 de junio de 2024) fue una nadadora portuguesa especialista en el estilo braza.

## Biografía
María Regina Gonçalves Lopes de Freitas Veloso nació en la villa de Chinde, junto a la desembocadura del río Zambeze. Es hija de María da Luz y Arnaldo Veloso, trabajador de Correos y Telégrafos de Mozambique, quien llegaría a dirigir en Lourenço Marques.
Creció en Quelimane, para más tarde mudarse a Lourenço Marques. Comienza a nadar a los diez años e integra el equipo de natación del Grupo Desportivo de Lourenço Marques, bajo la instrucción de Margaride Fernandes.

## Carrera
En 1958 viaja a Portugal como parte del equipo de nadadores de Mozambique que participa en los Campeonatos de Portugal. Ese año obtiene nueve récords nacionales y recibe la Medalla Olímpica Nobre Guedes.
A los 21 años, representa a Portugal en los Juegos Olímpicos de 1960 en Roma, convirtiéndose en la primera nadadora portuguesa en participar en unos Juegos Olímpicos. Compitió en el evento de 200 metros braza, donde finalizó en el penúltimo lugar entre 31 participantes.

## Distinciones
- Medalla Olímpica Nobre Guedes en 1960.[6]